# 司馬暢
司馬暢，字玄舒，晉朝宗室，扶風武王司馬駿之子，新野莊王司馬歆之兄。
太康七年（286年）司馬駿去世，司馬暢襲封扶風王，後请求朝廷分割他封国的土地给司马歆。太康十年十一月甲申日（289年12月22日），改封順陽王。歷任給事中、屯騎校尉、遊擊將軍。永嘉之亂，劉聰入洛陽，司馬暢則下落不知。